# Manāt
Manāt (arabiska: مناة, även manāh) var en förislamsk arabisk gudinna, och en av Mekkas tre huvudgudinnor. Manāt är omnämnd i Koranen (Sura 53:20), på ett sätt som indikerar att hon av preislamska araber sågs som en av Allahs döttrar tillsammans med Al-‘Uzzá och Allāt. Hon var ödets gudinna och gift med guden Hubal.